# Дмитрівська сільська рада (Слов'янський район)
| Дмитрівська сільська рада — колишній орган місцевого самоврядування у ліквідованому Слов'янському районі Донецької області з адміністративним центром у c. Дмитрівка. Сільській раді були підпорядковані населені пункти: - c. Дмитрівка |

## Склад ради
Рада складалася з 12 депутатів та голови.

## Керівний склад сільської ради
| ПІБ                           | Основні відомості                                                         | Дата обрання | Дата звільнення |
| ----------------------------- | ------------------------------------------------------------------------- | ------------ | --------------- |
| Олеськів Олексій Миколайович  | Сільський голова, 1952 року народження, освіта, безпартійний              | 26.03.2006   | 31.10.2010      |
| Олеськів Олексій Миколайович  | Сільський голова, 1952 року народження, освіта вища, член Партії регіонів | 31.10.2010   | 02.06.2013      |
| Мічківська Наталія Михайлівна | Сільський голова, 1981 року народження, освіта вища, член Партії регіонів | 02.06.2013   |                 |

Примітка: таблиця складена за даними джерела